# Nova Glória

Nova Glória este un oraș în Goiás (GO), Brazilia.